# Cold Spring (Minnesota)
Cold Spring es una ciudad ubicada en el condado de Stearns en el estado estadounidense de Minnesota. En el Censo de 2010 tenía una población de 4025 habitantes y una densidad poblacional de 576,86 personas por km².

## Geografía
Cold Spring se encuentra ubicada en las coordenadas 45°27′27″N 94°25′47″O / 45.45750, -94.42972. Según la Oficina del Censo de los Estados Unidos, Cold Spring tiene una superficie total de 6.98 km², de la cual 6.91 km² corresponden a tierra firme y (0.97%) 0.07 km² es agua.

## Demografía
Según el censo de 2010, había 4025 personas residiendo en Cold Spring. La densidad de población era de 576,86 hab./km². De los 4025 habitantes, Cold Spring estaba compuesto por el 94.24% blancos, el 0.22% eran afroamericanos, el 0.22% eran amerindios, el 0.25% eran asiáticos, el 0.15% eran isleños del Pacífico, el 3.88% eran de otras razas y el 1.04% pertenecían a dos o más razas. Del total de la población el 7.13% eran hispanos o latinos de cualquier raza.